# 小默螈屬
小默螈屬是有尾目蝾螈科的一属动物。

## 種類
- 高加索小默螈 - Mertensiella caucasica (Waga, 1876)